# 大衛·克勞比
大衛·克勞比爵士（David Crausby ，1946年6月17日—）是一位英格蘭政治人物，他的黨籍是工黨。自1997年開始，他擔任東北博爾頓選區選出的英國下議院議員。他在1980年代晚期加入工黨。他已經結婚並育有二子。